# Sisseton
Sisseton è una città della contea di Roberts nel Dakota del Sud, negli Stati Uniti. La popolazione era di 2 470 abitanti al censimento del 2010. È il capoluogo della contea di Roberts. Sisseton è sede di numerose attrazioni, tra cui la Nicollet Tower, ed è vicino all'edificio "Song to the Great Spirit" nel campus del Sisseton Wahpeton College. La città prende il nome dai Sisseton (o Sissetowan), un sottogruppo dei Sioux. È la località più importante della riserva indiana di Lake Traverse.

## Geografia fisica
Secondo lo United States Census Bureau, ha un'area totale di 1,59 mi² (4,12 km²).

## Società

### Evoluzione demografica
Secondo il censimento del 2010, la popolazione era di 2.470 abitanti.

### Etnie e minoranze straniere
Secondo il censimento del 2010, la composizione etnica della città era formata dal 47,0% di bianchi, lo 0,1% di afroamericani, il 47,8% di nativi americani, lo 0,4% di asiatici, lo 0,0% di oceanici, lo 0,2% di altre etnie, e il 4,5% di due o più etnie. Ispanici o latinos di qualunque etnia erano l'1,6% della popolazione.